# Olaszfa
Olaszfa é um município da Hungria, situado no condado de Vas. Tem 16,54 km² de área e sua população em 2015 foi estimada em 370 habitantes.